# Spojené státy americké na Zimních olympijských hrách 1998
Spojené státy americké na Zimních olympijských hrách 1998 reprezentovalo 186 sportovců (105 mužů a 81 žen) v 14 sportech.

## Medailisté
| Medaile | Jméno | Sport                | Disciplína             |
| ------- | --- | -------------------- | ---------------------- |
| Zlato   | Picabo Streetová | Alpské lyžování      | Ženy Super-G           |
| Zlato   | Tara Lipinská | Krasobruslení        | Ženy jednotlivci       |
| Zlato   | Eric Bergoust | Akrobatické lyžování | Muži akrobatické skoky |
| Zlato   | Jonny Moseley | Akrobatické lyžování | Muži boule             |
| Zlato   | Nikki Stoneová | Akrobatické lyžování | Ženy akrobatické skoky |
| Zlato   | Chris Bailey Laurie Baker Alana Blahoski Lisa Brown-Miller Karyn Bye Colleen Coyne Sara Decosta Tricia Dunn-Luoma Cammi Granatová Katie King Shelley Looney Sue Merz Allison Mleczko Tara Mounsey Vicki Movsessian Jenny Potter Angela Ruggiero Sarah Tueting Gretchen Ulion Sandra Whyte | Lední hokej          | Turnaj žen             |
| Stříbro | Michelle Kwanová | Krasobruslení        | Ženy jednotlivci       |
| Stříbro | Gordon Sheer Chris Thorpe | Saně                 | Dvojice                |
| Stříbro | Chris Wittyová | Rychlobruslení       | Ženy 1 000 m           |
| Bronz   | Mark Grimmette Brian Martin | Saně                 | Dvojice                |
| Bronz   | Ross Powers | Snowboarding         | Muži U-rampa           |
| Bronz   | Shannon Dunn-Downing | Snowboarding         | Ženy U-rampa           |
| Bronz   | Chris Wittyová | Rychlobruslení       | Ženy 1 500 m           |